# Denny Doherty
Dennis Gerrard Stephen (Denny) Doherty (Halifax, 29 november 1940 – Mississauga, 19 januari 2007) was een Canadese zanger en songwriter.
Hij werd bekend als zanger van de muziekgroep uit de jaren 60 The Mamas & the Papas.

## Vroege carrière
In 1960 richtte hij samen met anderen de folkgroep "The Colonials" op in Montreal. Toen zij een platencontract kregen bij Columbia Records, veranderden zij hun naam in "The Halifax Three." Ze hadden een kleine hit met The Man Who Wouldn't Sing Along With Mitch, maar in 1963 ontbonden ze de groep, ironisch genoeg in een hotel genaamd "The Colonial."
In 1963 sloot hij vriendschap met Cass Elliot toen die deel uitmaakte van de "The Big Three." Tijdens een tournee met "The Halifax Three" ontmoette hij John Phillips en zijn nieuwe vrouw, Michelle Phillips.
Een paar maanden later ging Doherty’s band uit elkaar en hij en medebandlid Zal Yanovsky zaten platzak in New York. Cass Elliot hoorde van hun problemen en overtuigde haar manager om hen in te huren. Hij en Zal werden lid van "The Big Three" (waarmee het aantal groepsleden op vier kwam). Snel nadat nog er nog meer bandleden bij waren gekomen veranderden zij hun naam in "The Mugwumps" - maar al snel viel deze groep weer uit elkaar.
Rond deze tijd zocht de nieuwe band van John Phillips een vervanger voor tenor Marshall Brickman. Brickman had de groep verlaten om een carrière te beginnen als schrijver voor de televisie, en de groep had snel een vervanger nodig vanwege de tournee waarmee ze bezig waren. Doherty, op dat moment werkloos, vulde die vacature op. Nadat "New Journeymen" uit elkaar ging begin 1965 werd Denny's vriendin Cass Elliot uitgenodigd voor een nieuwe band, "The Magic Circle". Zes maanden later, in september 1965, tekende de groep een platencontract met Dunhill Records. Nadat ze hun naam hadden veranderd in "The Mamas & the Papas," begon de band aan de opnames van hun debuutalbum, If You Can Believe Your Eyes and Ears.

## Einde van the Mamas and the Papas
Eind 1965 kregen Denny Doherty en Michelle Phillips een verhouding. Ze konden dit een lange tijd geheimhouden, terwijl de band van zijn successen genoot.
Uiteindelijk werd hun verhouding toch ontdekt. John en Michelle Phillips gingen elk op zichzelf wonen (ze deelden hun appartement met Denny), maar de band bleef bij elkaar. Uiteindelijk in juni 1966 legde de band met steun van de platenmaatschappij een verklaring af, waarbij Michelle Phillips uit de band werd gezet. Ze werd snel vervangen door Jill Gibson, vriendin van producer Lou Adler. Jills optreden als "Mama" duurde twee en een halve maand, en tijdens deze periode begon Denny zwaar te drinken om Michelle te kunnen vergeten.
Omdat fans bleven vragen om Michelle, maar ook vanwege John, werd Michelle toch weer toegelaten tot de groep eind augustus 1966, Jill Gibson kreeg een gouden handdruk en werd bedankt voor haar diensten. Echter na de terugkomst van Michelle had de band zijn inspiratie en gevoel voor de juiste richting verloren. Terwijl ze bezig waren met het maken van een nieuw album verliet Cass de groep, wat het einde betekende van The Mamas & the Papas. De band kondigde het einde aan in de zomer van 1968.

## Latere jaren
Elliot en Doherty bleven vrienden, maar Doherty bleef drinken om Michelle te vergeten. Kort na het uiteengaan van de groep had Cass Elliot succes met een soloshow. Ze vroeg Doherty ten huwelijk, maar hij weigerde.
Desalniettemin was hij verbijsterd en ontzet door het overlijden van Elliot in 1974. Hij en de andere leden van de band waren op de begrafenis.
Doherty produceerde een show genaamd Dream a Little Dream wat het verhaal van de Mamas en de Papas vanuit zijn standpunt vertelde. Het werd goed ontvangen en kreeg goede recensies.
Papa John Phillips overleed op 18 maart 2001 in Los Angeles, Californië aan hartfalen. Doherty overleed op 19 januari 2007 in zijn huis in Mississauga, Ontario aan een nierziekte.